# Сан Мартино (Фиренца)
Сан Мартино је насеље у Италији у округу Фиренца, региону Тоскана.
Према процени из 2011. у насељу је живело 48 становника. Насеље се налази на надморској висини од 182 м.